# Ruth Metzler-Arnold

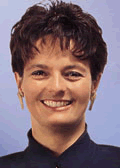
Ruth Metzler-Arnold

Ruth Metzler-Arnold (Willisau, 23 mei 1964) is een Zwitsers politica van de Christendemocratische Volkspartij.

## Opleiding en vroege carrière
Metzler-Arnold studeerde rechten aan de Katholieke Universiteit van Fribourg. Na haar studie verhuisde ze met haar echtgenoot Lukas Metzler van het kanton Luzern naar het kanton Appenzell Innerrhoden. In het zeer conservatieve Appenzell-Innerrhoden wist ze als vrouw carrière te maken. In 1997 werd ze voor de Christendemocratische Volkspartij (CVP) tijdens een zitting van de Landsgemeinde van Appenzell-Inerrhoden tot minister van Financiën van het kanton gekozen.

## Lid van deBondsraad
Metzler-Arnold groeide uit tot een populair politica. De CVP schoof haar naar voren als kandidaat voor de Bondsraad (federale regering). Op 11 maart 1999 werd ze tijdens de vierde stemronde met 126 stemmen vóór en 118 stemmen tegen in de Bondsraad gekozen.
Tijdens haar lidmaatschap van de Bondsraad beheerde ze het Departement van Politie en Justitie. In het jaar dat ze aantrad speelde de Kosovocrisis en later de oorlog in Kosovo. Als minister van Justitie moest ze zorgen voor de opvang van de vluchtelingen uit Kosovo.
Daarnaast voerde ze het samenlevingscontract voor homoseksuelen in, werd abortus tot op zekere hoogte gelegaliseerd, werd de seksuele integriteit van het kind wettelijk vastgelegd en werd er een wet aangenomen die discriminatie van gehandicapten verbood en gelijke kansen voor hen schiep bij het zoeken naar een baan.
Als minister won ze veertien referenda.

## Politieke aardverschuiving
In 2003 werden er verkiezingen voor de Nationale Raad (federaal parlement) gehouden. De CVP waartoe Ruth Metzler-Arnold behoort, leed toen een gevoelige nederlaag en de Zwitserse Volkspartij (SVP) boekte een groot verkiezingssucces. De SVP werd de grootste partij in de Nationale Raad. De SVP vroeg om een extra zetel in de Bondsraad (van 1 naar 2 zetels) en verkreeg die. De CVP die al sinds jaar en dag 2 zetels in de Bondsraad had moest er één inleveren. In plaats van Ruth Metzler-Arnold werd Christoph Blocher van de SVP in de Bondsraad gekozen. Het was slechts de derde keer in de geschiedenis van Zwitserland dat een lid van de Bondsraad niet werd herkozen. Er was in Zwitserland sprake van een politieke aardverschuiving.
In 2003 was Metzler-Arnold vicepresident van Zwitserland. Meestal wordt iemand die vicepresident is, het jaar daarop bondspresident. Omdat Metzler-Arnold niet werd herkozen in de Bondsraad kon ze dit ambt niet bekleden.
Na haar lidmaatschap van de Bondsraad was Metzler-Arnold van februari tot juli 2004 werkzaam als hoogleraar aan de Universiteit van Sankt Gallen. Sinds maart 2005 werkt ze als advocaat in Parijs.
In 2004 verscheen haar boek Grissine & Alpenbitter, waarmee ze afrekende met haar politieke tegenstanders.